# Henri Maeren
Henri Maeren (Gent, 16 oktober 1931 - 26 april 1990) was een Belgische poppenspeler en oprichter van poppentheater Magie te Gent.
Al van jongs af was Maeren bezig met poppen en poppenspel tijdens theaterstukken via de parochie en wijkfeesten. Na de Tweede Wereldoorlog vertolkte hij Pierke (Pierke van Gent of het Gentse Pierke) in verschillende theaters.
Hij startte in 1953 met theater Magie een gekend poppentheater met een vaste stek in de Haspelstraat in de Brugse Poort (bijnaamstraat Pierkestroate) maar dat ook op tournee ging. 
Van 1953 tot 1979 was er elke week een voorstelling.
Hij huwde Denise Holtijzer en kreeg in 1955 een zoon Jean-Pierre Maeren die in zijn voetsporen trad.

## Erkentelijkheden
Hij kreeg meerder prijzen en onderscheiding waaronder : 
- zilveren medaille van de kroonorde
- Een Gentse brug werd naar deze bekende Gentenaar genoemd.[1]